# Малі Козли
Малі Козли (рос. Малые Козлы) — присілок в Перемишльському районі Калузької області Російської Федерації.
Населення становить 32 особи. Входить до складу муніципального утворення Присілок Великі Козли.

## Історія
Від 2004 року входить до складу муніципального утворення Присілок Великі Козли

## Населення
| 2002 | 2010 |
| ---- | ---- |
| 20   | ↗32  |